# Kamil Idris
Kamil El-Tayeb Idris Abdelhafiz (em árabe: كامل الطيب إدريس; nascido em 26 de agosto de 1954) é um estadista sudanês, acadêmico, funcionário público internacional e político que atua como 16º primeiro-ministro do Sudão desde 31 de maio de 2025. Foi Diretor Geral da Organização Mundial da Propriedade Intelectual (OMPI) de 1997 a 2008 e chefe da União Internacional para a Proteção de Novas Variedades de Plantas (UPOV).
Formado no Sudão, Egito, Suíça e Estados Unidos, Idris ingressou na OMPI aos 28 anos em 1982. Tornou-se Diretor Geral em 1997, servindo por 11 anos até 2008. Retornou então ao Sudão para ingressar na política, candidatando-se como independente nas eleições de 2010, ficando em sexto lugar.
Em 2025, durante a guerra civil, foi nomeado primeiro-ministro pelo Conselho de Soberania de Transição do presidente Abdel Fattah al-Burhan, tornando-se o primeiro civil no cargo desde a renúncia de Abdalla Hamdok em janeiro de 2022.

## Formação
Idris possui:
- Bacharelado em Direito pela Universidade de Cartum
- Bacharelado em Filosofia, Ciência Política e Teorias Econômicas pela Universidade do Cairo
- Mestrado em Direito Internacional e Assuntos Internacionais pela Universidade de Ohio
- Doutorado em Direito Internacional (1984) pelo Instituto de Pós-Graduação de Genebra

Recebeu doutorados honorários de diversas instituições, incluindo o Franklin Pierce Law Center (1999) e a Universidade Nacional Indira Gandhi (2005).

## Carreira

### Diplomacia
Ingressou na OMPI em 30 de dezembro de 1982 e foi membro da Comissão de Direito Internacional (1992-1996, 2000-2001).
Como Diretor Geral da OMPI (1997-2008), liderou esforços globais de proteção da propriedade intelectual:
- Assinou acordo de cooperação com a Romênia (2001)
- Inaugurou centro de propriedade intelectual na Universidade Nacional de Economia Mundial (2003)
- Estabeleceu programa de cooperação com o Azerbaijão (2006)
- Doou seu salário da UPOV para países em desenvolvimento

### Política
Após deixar a OMPI, retornou ao Sudão:
- Candidatou-se à presidência como independente em 2010, ficando em 6º lugar
- Nomeado primeiro-ministro em maio de 2025 durante a guerra civil
- Primeiro civil no cargo desde 2022
- Dissolveu o governo de transição em 1º de junho de 2025
- Propôs novo gabinete com 22 ministros ("Governo da Esperança")

## Controvérsia
Em 2006, relatório da OMPI alegou discrepâncias em sua data de nascimento (26/08/1945 x 26/08/1954). A secretaria da OMPI considerou o relatório "intencionalmente prejudicial". Documentos de 2010 posteriormente o inocentaram.

## Condecorações
Idris recebeu diversas honrarias, incluindo:
- Doutorados honorários de 15 universidades
- Ordem do Infante D. Henrique (Portugal, 2001)
- Ordem da Águia Asteca (México, 2005)
- Ordem de Omã (2004)
- Ordem dos Dois Nilos (Sudão)
- Medalha da Universidade de Economia Nacional (Bulgária, 2003)
- Primeiro Prêmio Veneza de Propriedade Intelectual (2004)

## Publicações
- Propriedade Intelectual - Ferramenta para o Crescimento Econômico (2003)
- A Nação Consciente da Propriedade Intelectual (2006, com Hisamitsu Arai)
- Uma ONU Melhor para o Novo Milênio (2000, com Michael Barolo)